# روبرت إتش. روش
روبرت إتش. روش هو فلاح وسياسي أمريكي، ولد في 1 أكتوبر 1891، وتوفي في 4 فبراير 1981. انتخب عضو جمعية ولاية ويسكونسن ‏.